# 迦毘羅仙
迦毘羅（天城體：कपिल ऋषि，IAST：kapila、迦毘羅仙）是吠陀的仙人之一，印度的古典哲學數論派的開祖。生没年不詳，一說是西元前300年前後的人物，另一說是前6世紀或前7世紀的人物。

## 脚注
1. ↑  『哲学思想事典』岩波書店、1998年 pp.582-583 茂木秀淳執筆担当